# Manchester United Women Football Club 2021-2022
Questa voce raccoglie le informazioni riguardanti il Manchester United Women Football Club nelle competizioni ufficiali della stagione 2021-2022.

## Stagione
Dopo le dimissioni dell'allenatrice Casey Stoney al termine della stagione precedente, il 29 luglio 2021 la guida tecnica della squadra è stata affidata a Marc Skinner, che aveva lasciato apposta la guida della squadra statunitense dell'Orlando Pride.
Il campionato di FA Women's Super League, il terzo consecutivo del Manchester United in massima serie, è stato nuovamente concluso al quarto posto con 42 punti conquistati in 22 giornate, frutto di 12 vittorie, 6 pareggi e 4 sconfitte. Il 27 marzo 2022 venne disputata una seconda partita ufficiale all'Old Trafford, vinta per 3-1 sull'Everton e valevole per la diciottesima giornata di campionato, davanti a un pubblico di 20 241 spettatori, dopo che l'anno prima si era giocato a porte chiuse per le restrizioni legate alla pandemia di COVID-19. In FA Women's Cup la squadra, che era partita dal quarto turno, è stata eliminata al quinto turno, dopo la sconfitta contro il Manchester City. In FA Women's League Cup la squadra ha superato la fase a gruppi come seconda classificata; dopo aver eliminato l'Arsenal nei quarti di finale, è stata eliminata in semifinale dal Chelsea.

## Maglie e sponsor
Le tenute di gioco solo le stesse adottate dal Manchester Utd maschile.
| Casa | Trasferta | Terza divisa |

## Rosa
Rosa e numeri di maglia come da sito societario.
| N. |                        | Ruolo | Calciatrice            |
| -- | ---------------------- | ----- | ---------------------- |
| 2  | Inghilterra (bandiera) | D     | Martha Harris          |
| 3  | Norvegia (bandiera)    | D     | Maria Thorisdottir     |
| 4  | Inghilterra (bandiera) | D     | Jade Moore             |
| 5  | Inghilterra (bandiera) | D     | Aoife Mannion          |
| 6  | Inghilterra (bandiera) | D     | Hannah Blundell        |
| 7  | Inghilterra (bandiera) | A     | Ella Toone             |
| 8  | Norvegia (bandiera)    | C     | Vilde Bøe Risa         |
| 9  | Scozia (bandiera)      | A     | Martha Thomas          |
| 10 | Inghilterra (bandiera) | C     | Katie Zelem (capitano) |
| 11 | Inghilterra (bandiera) | A     | Leah Galton            |
| 12 | Galles (bandiera)      | C     | Hayley Ladd            |
| 13 | Brasile (bandiera)     | A     | Ivana Fuso             |
| 14 | Paesi Bassi (bandiera) | C     | Jackie Groenen         |

| N. |                        | Ruolo | Calciatrice     |
| -- | ---------------------- | ----- | --------------- |
| 15 | Irlanda (bandiera)     | D     | Diane Caldwell  |
| 16 | Danimarca (bandiera)   | A     | Signe Bruun     |
| 17 | Spagna (bandiera)      | D     | Ona Batlle      |
| 18 | Scozia (bandiera)      | A     | Kirsty Hanson   |
| 20 | Scozia (bandiera)      | D     | Kirsty Smith    |
| 21 | Inghilterra (bandiera) | D     | Millie Turner   |
| 23 | Inghilterra (bandiera) | A     | Alessia Russo   |
| 24 | Galles (bandiera)      | C     | Carrie Jones    |
| 27 | Inghilterra (bandiera) | P     | Mary Earps      |
| 32 | Inghilterra (bandiera) | P     | Sophie Baggaley |
| 37 | Inghilterra (bandiera) | D     | Lucy Staniforth |
| 38 | Norvegia (bandiera)    | A     | Karna Solskjær  |

## Calciomercato

### Sessione estiva
| Acquisti | Acquisti        | Acquisti         | Acquisti      |
| R.       | Nome            | da               | Modalità      |
| -------- | --------------- | ---------------- | ------------- |
| P        | Sophie Baggaley | Bristol City     | [ 9 ]         |
| P        | Fran Bentley    | Blackburn Rovers | fine prestito |
| P        | Emily Ramsey    | West Ham         | fine prestito |
| D        | Hannah Blundell | Chelsea          | [ 10 ]        |
| D        | Aoife Mannion   | Manchester City  | [ 11 ]        |
| D        | Abbie McManus   | Tottenham        | fine prestito |
| C        | Vilde Bøe Risa  | Sandviken        | [ 12 ]        |
| A        | Maria Edwards   | Blackburn Rovers | fine prestito |
| A        | Martha Thomas   | West Ham         | [ 13 ]        |

| Cessioni | Cessioni          | Cessioni        | Cessioni |
| R.       | Nome              | a               | Modalità |
| -------- | ----------------- | --------------- | -------- |
| P        | Fran Bentley      | Bristol City    | prestito |
| P        | Emily Ramsey      | Birmingham City | prestito |
| D        | Tara Bourne       | Sheffield Utd   | prestito |
| D        | Abbie McManus     | Leicester City  | [ 17 ]   |
| D        | Amy Turner        | Orlando Pride   | [ 18 ]   |
| A        | Tobin Heath       | Arsenal         | [ 19 ]   |
| A        | Lauren James      | Chelsea         | [ 20 ]   |
| A        | Christen Press    | Angel City      | [ 19 ]   |
| A        | Jane Ross         | Rangers         | [ 21 ]   |
| A        | Jessica Sigsworth | Leicester City  | [ 22 ]   |

### Sessione invernale
| Acquisti | Acquisti       | Acquisti            | Acquisti      |
| R.       | Nome           | da                  | Modalità      |
| -------- | -------------- | ------------------- | ------------- |
| D        | Tara Bourne    | Sheffield Utd       | fine prestito |
| D        | Diane Caldwell | N. Carolina Courage | [ 23 ]        |
| C        | Jade Moore     | Orlando Pride       | [ 24 ]        |
| A        | Signe Bruun    | Olympique Lione     | prestito      |

| Cessioni | Cessioni    | Cessioni         | Cessioni |
| R.       | Nome        | a                | Modalità |
| -------- | ----------- | ---------------- | -------- |
| D        | Tara Bourne | Blackburn Rovers | prestito |

## Risultati

### FA Women's Super League

#### Girone di andata
| Arbitro: | Byrne |

|                       |           |  |
| Hanson 39’ Batlle 54’ | Marcatori |  |

| Arbitro: | Oliver |

|             |           |                                       |
| McManus 61’ | Marcatori | 36’ Toone 47’ Thorisdottir 71’ Thomas |

| Arbitro: | Dowle |

|           |           |                                                            |
| Russo 48’ | Marcatori | 2’ Kirby 24’ Harder 41’, 51’ Kerr 87’ Spence 90+2’ Fleming |

| Arbitro: | Benn |

|  |           |                      |
|  | Marcatori | 67’ Galton 80’ Toone |

| Arbitro: | Welch |

|                          |           |                    |
| Staniforth 72’ Russo 75’ | Marcatori | 38’ Shaw 79’ White |

| Arbitro: | Heaslip |

|                |           |             |
| Percival 90+5’ | Marcatori | 45+2’ Russo |

| Arbitro: | Simms |

|            |           |           |
| Magill 76’ | Marcatori | 10’ Toone |

| Arbitro: | Heaslip |

|  |           |                               |
|  | Marcatori | 48’ Miedema 57’ (rig.) McCabe |

| Arbitro: | Byrne |

|  |           |                         |
|  | Marcatori | 45+1’ Ladd 69’ Bøe Risa |

| Arbitro: | Welch |

|                                                          |           |  |
| Toone 8’, 79’ Zelem 13’ (rig.) Staniforth 50’ Thomas 73’ | Marcatori |  |

| Arbitro: | Hair |

|            |           |           |
| Fisk 90+3’ | Marcatori | 54’ Toone |

#### Girone di ritorno
| Arbitro: | Dowle |

|                                                       |           |  |
| Zelem 12’ Galton 16’, 18’ Ramsey 45’ (aut.) Russo 71’ | Marcatori |  |

| Arbitro: | May |

|                                  |           |  |
| Bøe Risa 38’ Ladd 42’ Galton 62’ | Marcatori |  |

| Arbitro: | Simms |

|                  |           |           |
| Blackstenius 79’ | Marcatori | 10’ Russo |

| Arbitro: | Dowle |

|          |           |  |
| Weir 81’ | Marcatori |  |

| Arbitro: | Fearn |

|                                     |           |  |
| Thomas 17’ Russo 30’ Zelem 59’, 63’ | Marcatori |  |

| Arbitro: | May |

|          |           |                          |
| Rose 16’ | Marcatori | 5’, 25’ Galton 43’ Russo |

| Arbitro: | Conley |

|                                 |           |           |
| Russo 35’, 84’ Zelem 54’ (rig.) | Marcatori | 4’ Emslie |

| Arbitro: | Byrne |

|            |           |  |
| Galton 68’ | Marcatori |  |

| Walsall 24 aprile 2022, ore 18:00 UTC+1 20ª giornata | Aston Villa | 0 – 0 referto | Manchester United | Bescot Stadium (941 spett.)\| Arbitro: \| Heaslip \| |
| Arbitro:                                             | Heaslip     |               |                   |                                                      |

| Arbitro: | May |

|                                       |           |  |
| Thomas 12’ Fisk 20’ (aut.) Galton 49’ | Marcatori |  |

| Arbitro: | Byrne |

|                                       |           |                      |
| Cuthbert 18’ Kerr 46’, 66’ Reiten 51’ | Marcatori | 13’ Thomas 25’ Toone |

### FA Women's Cup
| Arbitro: | Watkins |

|  |           |                             |
|  | Marcatori | 17’ (aut.) Buxton 81’ Toone |

| Leigh 27 febbraio 2022, ore 12:30 UTC+0 Quinto turno                             | Manchester United | 1 – 3 referto                        | Manchester City | Leigh Sports Village (2 335 spett.) |
| \| \| \| \| \| Zelem 13’ \| Marcatori \| 50’ Hemp 58’ White 60’ Weir 79’ Shaw \| |                   |                                      |                 |                                     |
|                                                                                  |                   |                                      |                 |                                     |
| Zelem 13’                                                                        | Marcatori         | 50’ Hemp 58’ White 60’ Weir 79’ Shaw |                 |                                     |

### FA Women's League Cup

#### Fase a gruppi
| Durham 14 ottobre 2021, ore 19:00 UTC+1 Gruppo B - 1ª giornata | Durham               | 2 – 2 referto                     | Manchester United | Maiden Castle (1 468 spett.) |
| \| \| \| \| \| Bradley 50’ Hepple 85’ \| Marcatori \| 35’ Fuso 73’ Toone \| \| Robson Hepple Hill Salicki \| Tiri di rigore 3 – 5 \| Toone Mannion Ladd Bøe Risa Russo \| |                      |                                   |                   |                              |
| |                      |                                   |                   |                              |
| Bradley 50’ Hepple 85’ | Marcatori            | 35’ Fuso 73’ Toone                |                   |                              |
| Robson Hepple Hill Salicki | Tiri di rigore 3 – 5 | Toone Mannion Ladd Bøe Risa Russo |                   |                              |

| Leigh 17 novembre 2021, ore 19:00 UTC+0 Gruppo B - 3ª giornata  | Manchester United | 2 – 1 referto | Manchester City | Leigh Sports Village (2 369 spett.) |
| \| \| \| \| \| Fuso 30’ Batlle 82’ \| Marcatori \| 2’ Losada \| |                   |               |                 |                                     |
|                                                                 |                   |               |                 |                                     |
| Fuso 30’ Batlle 82’                                             | Marcatori         | 2’ Losada     |                 |                                     |

| Leigh 5 dicembre 2021, ore 19:00 UTC+0 Gruppo B - 4ª giornata | Manchester United    | 2 – 2 referto                             | Leicester City | Leigh Sports Village (839 spett.) |
| \| \| \| \| \| Russo 49’ Zelem 81’ \| Marcatori \| 32’ Howard 79’ Flint \| \| Toone Mannion Russo Zelem Bøe Risa \| Tiri di rigore 3 – 4 \| Sigsworth Flint McManus Purfield Brougham \| |                      |                                           |                |                                   |
| |                      |                                           |                |                                   |
| Russo 49’ Zelem 81’ | Marcatori            | 32’ Howard 79’ Flint                      |                |                                   |
| Toone Mannion Russo Zelem Bøe Risa | Tiri di rigore 3 – 4 | Sigsworth Flint McManus Purfield Brougham |                |                                   |

| Liverpool 15 dicembre 2021, ore 19:00 UTC+0 Gruppo B - 5ª giornata | Everton   | 0 – 2 referto                   | Manchester United | Walton Hall Park (672 spett.) |
| \| \| \| \| \| \| Marcatori \| 20’ (aut.) D. Turner 23’ Thomas \|  |           |                                 |                   |                               |
|                                                                    |           |                                 |                   |                               |
|                                                                    | Marcatori | 20’ (aut.) D. Turner 23’ Thomas |                   |                               |

#### Fase a eliminazione diretta
| Arbitro: | Reeves |

|  |           |           |
|  | Marcatori | 85’ Russo |

| Arbitro: | Howard |

|                                   |           |              |
| Harder 26’ Fleming 31’ Carter 39’ | Marcatori | 32’ Bøe Risa |

## Statistiche

### Statistiche di squadra
| Competizione            | Punti | In casa | In casa | In casa | In casa | In casa | In casa | In trasferta | In trasferta | In trasferta | In trasferta | In trasferta | In trasferta | Totale | Totale | Totale | Totale | Totale | Totale | DR  |
| Competizione            | Punti | G       | V       | N       | P       | Gf      | Gs      | G            | V            | N            | P            | Gf           | Gs           | G      | V      | N      | P      | Gf     | Gs     | DR  |
| ----------------------- | ----- | ------- | ------- | ------- | ------- | ------- | ------- | ------------ | ------------ | ------------ | ------------ | ------------ | ------------ | ------ | ------ | ------ | ------ | ------ | ------ | --- |
| FA Women's Super League | 42    | 11      | 8       | 1       | 2       | 29      | 11      | 11           | 4            | 5            | 2            | 16           | 11           | 22     | 12     | 6      | 4      | 45     | 22     | +23 |
| FA Women's Cup          | -     | 1       | 0       | 0       | 1       | 1       | 4       | 1            | 1            | 0            | 0            | 2            | 0            | 2      | 1      | 0      | 1      | 3      | 4      | -1  |
| FA Women's League Cup   | -     | 2       | 1       | 1       | 0       | 4       | 3       | 4            | 2            | 1            | 1            | 6            | 5            | 6      | 3      | 2      | 1      | 10     | 8      | +2  |
| Totale                  | -     | 14      | 9       | 2       | 3       | 34      | 18      | 16           | 7            | 6            | 3            | 24           | 16           | 30     | 16     | 8      | 6      | 58     | 34     | +24 |

### Andamento in campionato
| Giornata  | 1 | 2 | 3 | 4 | 5 | 6 | 7 | 8 | 9 | 10 | 11 | 12 | 13 | 14 | 15 | 16 | 17 | 18 | 19 | 20 | 21 | 22 |
| --------- | - | - | - | - | - | - | - | - | - | -- | -- | -- | -- | -- | -- | -- | -- | -- | -- | -- | -- | -- |
| Luogo     | C | T | C | T | C | T | T | C | T | C  | T  | C  | C  | T  | T  | C  | T  | C  | C  | T  | C  | T  |
| Risultato | V | V | P | V | N | N | N | P | V | V  | N  | V  | V  | N  | P  | V  | V  | V  | V  | N  | V  | P  |
| Posizione | 1 | 1 | 6 | 4 | 3 | 5 | 5 | 6 | 5 | 4  | 4  | 3  | 2  | 3  | 4  | 3  | 3  | 3  | 3  | 3  | 3  | 4  |

Legenda:

Luogo: C = Casa; T = Trasferta. Risultato: V = Vittoria; N = Pareggio; P = Sconfitta.

### Statistiche delle giocatrici
| Giocatore       | FA Women's Super League | FA Women's Super League | FA Women's Super League | FA Women's Super League | FA Women's Cup | FA Women's Cup | FA Women's Cup | FA Women's Cup | FA Women's League Cup | FA Women's League Cup | FA Women's League Cup | FA Women's League Cup | Totale   | Totale | Totale      | Totale     |
| Giocatore       | Presenze                | Reti                    | Ammonizioni             | Espulsioni              | Presenze       | Reti           | Ammonizioni    | Espulsioni     | Presenze              | Reti                  | Ammonizioni           | Espulsioni            | Presenze | Reti   | Ammonizioni | Espulsioni |
| --------------- | ----------------------- | ----------------------- | ----------------------- | ----------------------- | -------------- | -------------- | -------------- | -------------- | --------------------- | --------------------- | --------------------- | --------------------- | -------- | ------ | ----------- | ---------- |
| S. Baggaley     | 0                       | 0                       | 0                       | 0                       | 0              | 0              | 0              | 0              | 6                     | -8                    | 0                     | 1                     | 6        | -8     | 0           | 1          |
| O. Batlle       | 21                      | 1                       | 1                       | 0                       | 1              | 0              | 1              | 0              | 5                     | 1                     | 0                     | 0                     | 27       | 2      | 2           | 0          |
| H. Blundell     | 21                      | 0                       | 2                       | 0                       | 2              | 0              | 0              | 0              | 6                     | 0                     | 0                     | 0                     | 29       | 0      | 2           | 0          |
| V. Bøe Risa     | 17                      | 2                       | 0                       | 0                       | 2              | 0              | 0              | 0              | 6                     | 1                     | 0                     | 0                     | 25       | 3      | 0           | 0          |
| S. Bruun        | 5                       | 0                       | 0                       | 0                       | 1              | 0              | 0              | 0              | 1                     | 0                     | 0                     | 0                     | 7        | 0      | 0           | 0          |
| D. Caldwell     | 5                       | 0                       | 3                       | 0                       | 1              | 0              | 0              | 0              | 0                     | 0                     | 0                     | 0                     | 6        | 0      | 3           | 0          |
| M. Earps        | 22                      | -22                     | 0                       | 0                       | 2              | -4             | 0              | 0              | 1                     | 0                     | 0                     | 0                     | 25       | -26    | 0           | 0          |
| I. Fuso         | 7                       | 0                       | 0                       | 0                       | 2              | 0              | 0              | 0              | 6                     | 2                     | 1                     | 0                     | 15       | 2      | 1           | 0          |
| L. Galton       | 21                      | 8                       | 0                       | 0                       | 1              | 0              | 0              | 0              | 6                     | 0                     | 1                     | 0                     | 28       | 8      | 1           | 0          |
| J. Groenen      | 16                      | 0                       | 1                       | 0                       | 2              | 0              | 0              | 0              | 1                     | 0                     | 0                     | 0                     | 19       | 0      | 1           | 0          |
| H. Hanson       | 17                      | 1                       | 2                       | 0                       | 1              | 0              | 0              | 0              | 5                     | 0                     | 1                     | 0                     | 23       | 1      | 3           | 0          |
| M. Harris       | 1                       | 0                       | 0                       | 0                       | 1              | 0              | 0              | 0              | 1                     | 0                     | 0                     | 0                     | 3        | 0      | 0           | 0          |
| C. Jones        | 3                       | 0                       | 0                       | 0                       | 1              | 0              | 0              | 0              | 2                     | 0                     | 0                     | 0                     | 6        | 0      | 0           | 0          |
| H. Ladd         | 14                      | 2                       | 3                       | 0                       | 1              | 1              | 0              | 0              | 3                     | 0                     | 2                     | 0                     | 18       | 3      | 5           | 0          |
| A. Mannion      | 12                      | 0                       | 1                       | 0                       | 1              | 0              | 0              | 0              | 6                     | 0                     | 0                     | 0                     | 19       | 0      | 1           | 0          |
| J. Moore        | 3                       | 0                       | 0                       | 0                       | -              | -              | -              | -              | -                     | -                     | -                     | -                     | 3        | 0      | 0           | 0          |
| A. Russo        | 22                      | 9                       | 0                       | 0                       | 2              | 0              | 0              | 0              | 6                     | 2                     | 0                     | 0                     | 30       | 11     | 0           | 0          |
| K. Smith        | 3                       | 0                       | 0                       | 0                       | 1              | 0              | 0              | 0              | 2                     | 0                     | 0                     | 0                     | 6        | 0      | 0           | 0          |
| K. Solskjær     | -                       | -                       | -                       | -                       | 1              | 0              | 0              | 0              | -                     | -                     | -                     | -                     | 1        | 0      | 0           | 0          |
| L. Staniforth   | 12                      | 2                       | 2                       | 0                       | -              | -              | -              | -              | 4                     | 0                     | 0                     | 0                     | 16       | 2      | 2           | 0          |
| M. Thomas       | 18                      | 5                       | 0                       | 0                       | 2              | 0              | 0              | 0              | 4                     | 1                     | 1                     | 0                     | 24       | 6      | 1           | 0          |
| M. Thorisdottir | 20                      | 1                       | 1                       | 0                       | 2              | 0              | 0              | 0              | 5                     | 0                     | 1                     | 0                     | 27       | 1      | 2           | 0          |
| E. Toone        | 22                      | 7                       | 3                       | 0                       | 2              | 1              | 0              | 0              | 5                     | 1                     | 2                     | 0                     | 29       | 9      | 5           | 0          |
| M. Turner       | 4                       | 0                       | 0                       | 0                       | -              | -              | -              | -              | 3                     | 0                     | 0                     | 0                     | 7        | 0      | 0           | 0          |
| K. Zelem        | 22                      | 5                       | 1                       | 0                       | 2              | 1              | 0              | 0              | 5                     | 1                     | 0                     | 0                     | 29       | 7      | 1           | 0          |